# Lumino
Lumino je obec ve švýcarském kantonu Ticino, okresu Bellinzona. Nachází se v údolí řeky Moesa, asi 5 kilometrů severovýchodně od kantonálního hlavního města Bellinzony, v nadmořské výšce 267 metrů. Má přibližně 1 500 obyvatel.

## Geografie
Lumino leží u vstupu do údolí Val Mesolcina, jen několik kilometrů od Bellinzony. Na horním konci údolí se nachází průsmyk San Bernardino. Obec je téměř celá obklopena územím kantonu Graubünden. Protéká jí řeka Moesa. Z Lumina vede lanovka na vrchol Monti Savorù (cca 1300 m). V Luminu se také nacházela zastávka na trati Bellinzona–Mesocco (později pod názvem SEFT/Ferrovia Mesolcinese, viz níže).

## Historie

Letecký pohled na obec (1953)

První zmínka o obci pochází z roku 1168 ve slovním spojení locus Lugomini. Později je připomínána pod názvem Lugmin.
Výhodná poloha u vstupu do údolí Val Mesolcina (německy Misox) a staré opevnění v bezprostřední blízkosti svědčí o raném osídlení. Statky biskupa z Coma v obci byly ve 12. století uděleny kaplanům z Locarna. V městské knize hrabství Bellinzona je Lumino zmíněno v roce 1335; již v roce 1242 se objevuje spolu s Castione v sousedském svazku, který byl zrušen v roce 1818. K farnímu kostelu v Bellinzoně patřily různé statky a desátková práva. Kostel San Mamette, zmiňovaný v roce 1237, se stal farním kostelem před rokem 1591. Hranice se sousední obcí San Vittore a zároveň s kantonem Graubünden byla po staletích sporů definována v roce 1776. V roce 1818, během výstavby nové silnice přes průsmyk San Bernardino, zakázaly kantonální úřady obyvatelům obce provádět úpravy na úseku silnice mezi mostem přes Moesu a hranicí s Graubündenem. V posledních desetiletích 20. století změnila venkovský vzhled Lumina výstavba mnoha nových domů obyvatel, kteří se přistěhovali z Bellinzony, či dalších obcí v kantonu Ticino.

## Obyvatelstvo
| Rok            | 1698 | 1801 | 1850 | 1900 | 1950 | 1990 | 2000 | 2002 | 2004 | 2006 | 2008 | 2020 |
| Počet obyvatel | 358  | 297  | 522  | 588  | 600  | 1095 | 1127 | 1183 | 1206 | 1245 | 1274 | 1587 |

Údolí Val Mesolcina je jednou z italsky mluvících oblastí Švýcarska. Převážná většina obyvatel obce tak hovoří italsky.

## Doprava

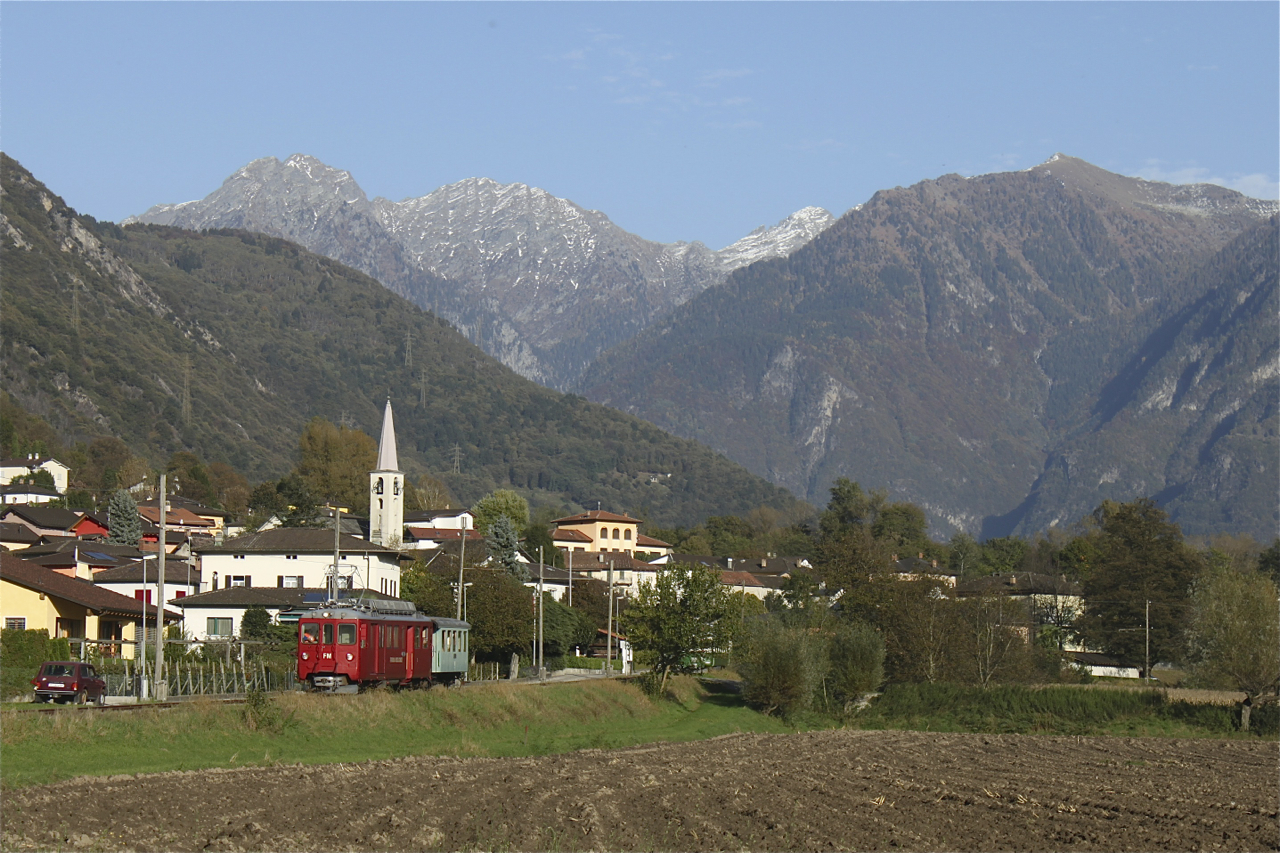
Historický vlak na trati nedaleko Lumina (2012)

Lumino leží na kantonální hlavní silnici č. 13. Jižně od obce prochází dálnice A13 v trase St. Margrethen – Chur – Bellinzona (nejbližší exit 45). 
Železniční spojení do obce zajišťovala železniční trať z Bellinzony do Mesocca, otevřená roku 1907. Pro malý zájem cestujících byla na trati v květnu 1972 ukončena osobní doprava a zcela zrušen úsek mezi Bellinzonou a stanicí Castione-Arbedo. V roce 1978 horní úsek trati poničila silná bouře a i nákladní doprava byla následně zcela zastavena. Na zbylém úseku Castione-Arbedo – Cama probíhal až do roku 2013 muzejní turistický provoz; od roku 2013 je trať zcela bez provozu a čeká na další osud.
Nejbližší železniční zastávka se tak nachází ve 2 kilometry vzdáleném Castione na Gotthardské dráze. S ním je Lumino spojeno linkou poštovních autobusů.